# Natação no Campeonato Mundial de Esportes Aquáticos de 2011 - 100 m borboleta feminino
A prova dos 100 metros nado borboleta feminino da natação no Campeonato Mundial de Esportes Aquáticos de 2011 ocorreu nos dias 24 de julho e 25 de julho no Shanghai Oriental Sports Center  em Xangai.

## Recordes
Antes desta competição, os recordes mundiais e do campeonato nesta prova eram os seguintes:
| Tipo                  | Atleta         | Tempo | Local | Data                |
| --------------------- | -------------- | ----- | ----- | ------------------- |
|                       | Sarah Sjöström | 56,06 | Roma  | 27 de julho de 2009 |
| Recorde do campeonato | Sarah Sjöström | 56,06 | Roma  | 27 de julho de 2009 |

## Medalhistas
| Ouro               | Prata               | Bronze        |
| Dana Vollmer (USA) | Alicia Coutts (AUS) | Lu Ying (CHN) |

## Resultados

### Eliminatórias
47 nadadoras  de 40 nações participaram da prova. As 16 melhores competidoras se classificaram para as semifinais.
| Pos. | Bateria | Raia | Nadadora           | Nacionalidade  | Tempo | Notas     |
| ---- | ------- | ---- | ------------------ | -------------- | ----- | --------- |
| 1    | 5       | 5    | Dana Vollmer       | Estados Unidos | 56,97 | Q         |
| 2    | 6       | 4    | Alicia Coutts      | Austrália      | 57,49 | Q         |
| 3    | 4       | 5    | Jemma Lowe         | Reino Unido    | 57,81 | Q         |
| 4    | 4       | 2    | Jessicah Schipper  | Austrália      | 57,86 | Q         |
| 5    | 6       | 2    | Lu Ying            | China          | 57,93 | Q         |
| 6    | 4       | 4    | Sarah Sjöström     | Suécia         | 58,10 | Q         |
| 7    | 4       | 3    | Ellen Gandy        | Reino Unido    | 58,32 | Q         |
| 7    | 5       | 6    | Jeanette Ottesen   | Dinamarca      | 58,32 | Q         |
| 9    | 6       | 5    | Liu Zige           | China          | 58,44 | Q         |
| 10   | 5       | 4    | Christine Magnuson | Estados Unidos | 58,49 | Q         |
| 11   | 5       | 3    | Inge Dekker        | Países Baixos  | 58,53 | Q         |
| 12   | 4       | 6    | Katerine Savard    | Canadá         | 58,59 | Q         |
| 13   | 6       | 6    | Yuka Kato          | Japão          | 58,70 | Q         |
| 14   | 6       | 3    | Therese Alshammar  | Suécia         | 58,71 | Q         |
| 15   | 5       | 2    | Tao Li             | Singapura      | 58,89 | Q         |
| 15   | 6       | 8    | Irina Bespalova    | Rússia         | 58,89 | Q         |
| 17   | 4       | 7    | Vanessa Mohr       | África do Sul  | 58,96 | desempate |
| 17   | 4       | 8    | Sina Sutter        | Alemanha       | 58,96 | desempate |
| 19   | 2       | 3    | Otylia Jędrzejczak | Polónia        | 59,00 |           |
| 20   | 5       | 8    | Audrey Lacroix     | Canadá         | 59,02 |           |

| Ver o restante da classificação | Ver o restante da classificação | Ver o restante da classificação | Ver o restante da classificação | Ver o restante da classificação | Ver o restante da classificação | Ver o restante da classificação |
| Pos.                            | Bateria                         | Raia                            | Nadadora                        | Nacionalidade                   | Tempo                           | Notas                           |
| ------------------------------- | ------------------------------- | ------------------------------- | ------------------------------- | ------------------------------- | ------------------------------- | ------------------------------- |
| 21                              | 5                               | 1                               | Daynara de Paula                | Brasil                          | 59,24                           |                                 |
| 22                              | 6                               | 7                               | Kristel Vourna                  | Grécia                          | 59,27                           |                                 |
| 23                              | 3                               | 6                               | Judit Ignacio Sorribes          | Espanha                         | 59,52                           |                                 |
| 24                              | 5                               | 7                               | Amit Ivry                       | Israel                          | 59,56                           |                                 |
| 25                              | 3                               | 4                               | Natsumi Hoshi                   | Japão                           | 59,63                           |                                 |
| 26                              | 3                               | 2                               | Hannah Wilson                   | Hong Kong                       | 59,78                           |                                 |
| 26                              | 3                               | 8                               | Triin Aljand                    | Estónia                         | 59,78                           |                                 |
| 28                              | 2                               | 5                               | Ingvild Snildal                 | Noruega                         | 59,80                           |                                 |
| 29                              | 2                               | 4                               | Birgit Koschischek              | Áustria                         | 59,84                           |                                 |
| 30                              | 2                               | 6                               | Katarina Listopadova            | Eslováquia                      | 59,87                           |                                 |
| 31                              | 3                               | 1                               | Kimberly Buys                   | Bélgica                         | 59,88                           |                                 |
| 32                              | 6                               | 1                               | Sara Oliveira                   | Portugal                        | 59,93                           |                                 |
| 33                              | 3                               | 5                               | Sara Isaković                   | Eslovênia                       | 1:00,23                         |                                 |
| 34                              | 3                               | 3                               | Ilaria Bianchi                  | Itália                          | 1:00,36                         |                                 |
| 35                              | 2                               | 2                               | Rita Medrano                    | México                          | 1:00,55                         |                                 |
| 36                              | 4                               | 1                               | Eszter Dara                     | Hungria                         | 1:00,69                         |                                 |
| 37                              | 2                               | 7                               | Se-Hyeon An                     | Coreia do Sul                   | 1:00,76                         |                                 |
| 38                              | 2                               | 1                               | Iris Rosenberger                | Turquia                         | 1:00,99                         |                                 |
| 39                              | 3                               | 7                               | Sophia Batchelor                | Nova Zelândia                   | 1:01,92                         |                                 |
| 40                              | 1                               | 4                               | Jasmine Alkhaldi                | Filipinas                       | 1:03,69                         |                                 |
| 41                              | 1                               | 3                               | Loreen Whitfield                | Samoa Americana                 | 1:04,82                         |                                 |
| 42                              | 1                               | 5                               | Marie Laura Meza                | Costa Rica                      | 1:05,05                         |                                 |
| 43                              | 1                               | 6                               | Noel Borshi                     | Albânia                         | 1:05,71                         |                                 |
| 43                              | 1                               | 7                               | Dalia Torrez                    | Nicarágua                       | 1:05,71                         |                                 |
| 45                              | 1                               | 1                               | Simona Muccioli                 | San Marino                      | 1:06,45                         |                                 |
| 46                              | 1                               | 2                               | Dorian McMenemy                 | República Dominicana            | 1:06,58                         |                                 |
| 47                              | 1                               | 8                               | Debra Daniel                    | Estados Federados da Micronésia | 1:14,51                         |                                 |

#### Desempate
| Pos. | Raia | Nadador      | Nacionalidade | Tempo | Notas |
| ---- | ---- | ------------ | ------------- | ----- | ----- |
| 1    | 4    | Vanessa Mohr | África do Sul | 58,66 |       |
| 2    | 5    | Sina Sutter  | Alemanha      | 59,47 |       |

### Semifinal
Estes são os resultados das semifinais.

#### Semifinal 1
| Pos. | Raia | Nadadora           | Nacionalidade  | Tempo | Notas |
| ---- | ---- | ------------------ | -------------- | ----- | ----- |
| 1    | 3    | Sarah Sjöström     | Suécia         | 57,29 | Q     |
| 2    | 4    | Alicia Coutts      | Austrália      | 57,41 | Q     |
| 3    | 5    | Jessicah Schipper  | Austrália      | 57,95 | Q     |
| 4    | 7    | Katerine Savard    | Canadá         | 58,07 |       |
| 5    | 1    | Therese Alshammar  | Suécia         | 58,20 |       |
| 6    | 6    | Jeanette Ottesen   | Dinamarca      | 58,24 |       |
| 7    | 2    | Christine Magnuson | Estados Unidos | 58,59 |       |
| 8    | 8    | Irina Bespalova    | Rússia         | 59,02 |       |

#### Semifinal 2
| Pos. | Raia | Nadadora     | Nacionalidade  | Tempo | Notas |
| ---- | ---- | ------------ | -------------- | ----- | ----- |
| 1    | 4    | Dana Vollmer | Estados Unidos | 56,47 | Q,    |
| 2    | 3    | Lu Ying      | China          | 57,18 | Q     |
| 3    | 5    | Jemma Lowe   | Reino Unido    | 57,57 | Q     |
| 4    | 2    | Liu Zige     | China          | 57,85 | Q     |
| 5    | 6    | Ellen Gandy  | Reino Unido    | 57,97 | Q     |
| 6    | 7    | Inge Dekker  | Países Baixos  | 58,70 |       |
| 7    | 1    | Yuka Kato    | Japão          | 58,71 |       |
| 8    | 8    | Tao Li       | Singapura      | 58,78 |       |

### Final
Estes são os resultados da final.
| Pos.              | Raia | Nadadora          | Nacionalidade  | Tempo | Notas |
| ----------------- | ---- | ----------------- | -------------- | ----- | ----- |
| Medalha de ouro   | 4    | Dana Vollmer      | Estados Unidos | 56,87 |       |
| Medalha de prata  | 6    | Alicia Coutts     | Austrália      | 56,94 |       |
| Medalha de bronze | 5    | Lu Ying           | China          | 57,06 |       |
| 4                 | 3    | Sarah Sjöström    | Suécia         | 57,38 |       |
| 5                 | 8    | Ellen Gandy       | Reino Unido    | 57,55 |       |
| 6                 | 7    | Liu Zige          | China          | 57,57 |       |
| 7                 | 1    | Jessicah Schipper | Austrália      | 57,95 |       |
| 8                 | 2    | Jemma Lowe        | Reino Unido    | 57,96 |       |

Legenda
| Recorde mundial       | Recorde mundial (World record)               |                       | Recorde africano                      | Recorde africano (African) |                                           | Q | Classificado por posição (Qualified) |
| Recorde do campeonato | Recorde do campeonato (Championship record)  | Recorde da América    | Recorde da América (Americas)         | q                          | Classificado por melhor tempo (Qualified) |   |                                      |
| Melhor marca do ano   | Melhor marca do ano (World leading)          | Recorde asiático      | Recorde asiático (Asian)              | DNS                        | Não largou (Did not start)                |   |                                      |
| Recorde nacional      | Recorde nacional (National record)           | Recorde europeu       | Recorde europeu (European)            | DNF                        | Não terminou (Did not finish)             |   |                                      |
| Recorde pessoal       | Recorde pessoal do atleta (Personal best)    | Recorde da Oceania    | Recorde da Oceania (Oceania)          | DSQ / DQ                   | Desclassificado (Disqualified)            |   |                                      |
| Recorde da temporada  | Recorde da temporada do atleta (Season best) | Recorde sul-americano | Recorde sul-americano (South America) | NM                         | Sem marca (No mark)                       |   |                                      |